# Beylerbey

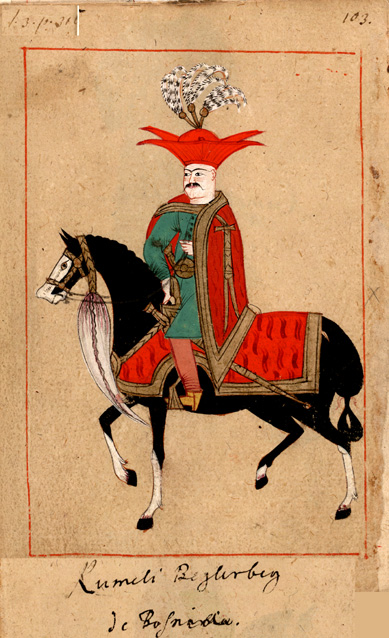
Gouverneur Beylerbey de Bosnie "Rumeli Beglerbeg de Bosnia"

Beylerbey (anciennement beglerbeg, littéralement « émir des émirs ») est une haute distinction des pays musulmans du Proche-Orient (et leurs dépendances) utilisée durant le Moyen Âge et l'époque moderne. Désignant initialement un commandant en chef, le terme qualifia de plus en plus au fil du temps le gouverneur d'une ou plusieurs provinces. 

## Autre utilisation
Beylerbeyi est également le nom d'un quartier d'Istanbul, située dans la partie asiatique de la ville turque, où se trouve le palais de Beylerbeyi.